# Jubal (Biblia)

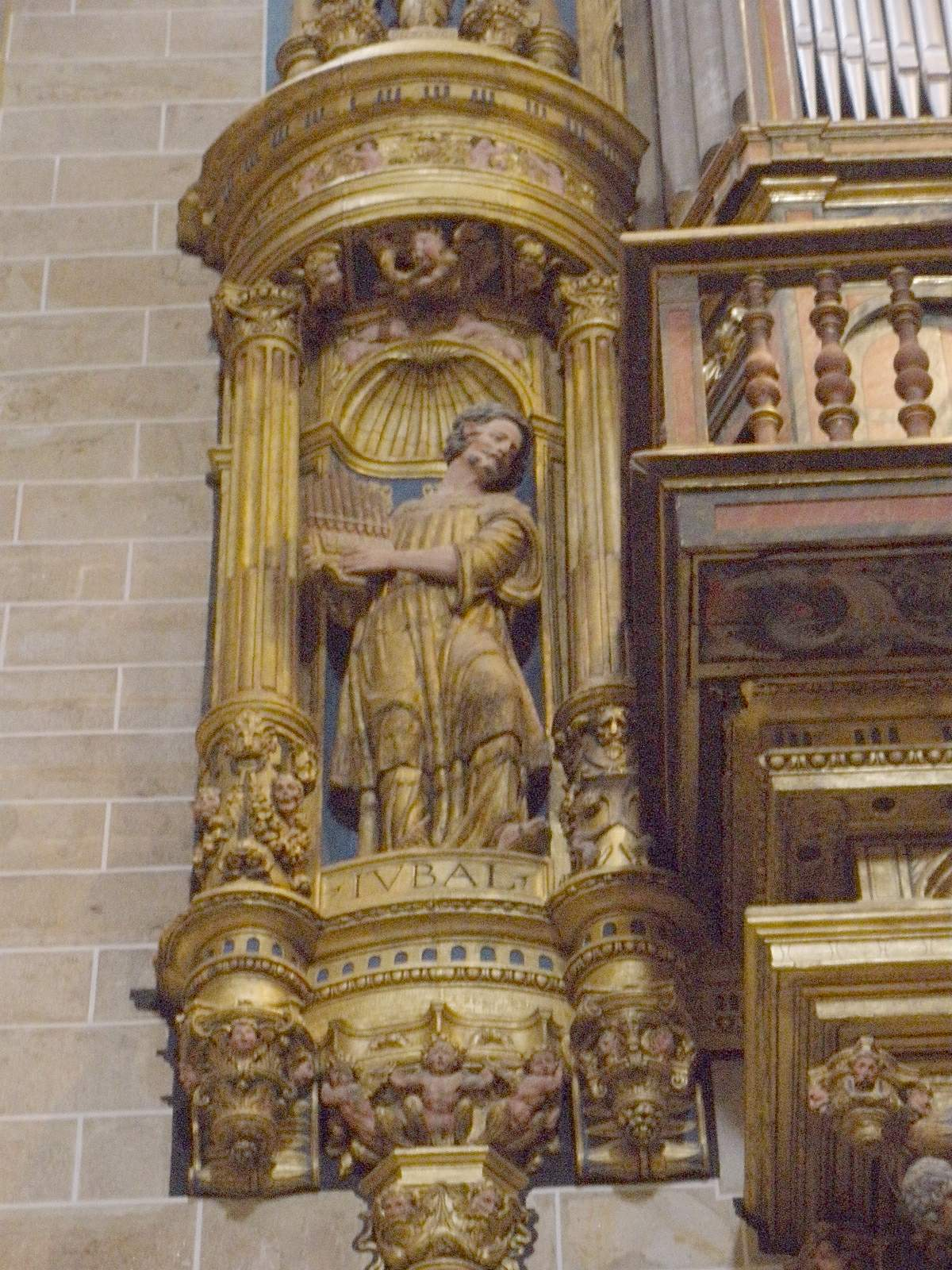
Talla renacentista de Jubal en el órgano de la Catedral Nueva de Plasencia (Cáceres, España)

Jubal (o Yuval) es un hombre mencionado en la Biblia en Génesis 4:21

## Familia
Jubal fue un descendiente de Caín, hijo de Lamech y Adah, y hermano de Jabal, y medio hermano de Tubalcaín y Naama.
Jubal es descrito como el antepasado de todos aquellos que tocan el arpa y la flauta.
- Datos: Q1432204
- Multimedia: Jubal / Q1432204